# Enigma (Georgia)
Enigma ist eine amerikanische Stadt (englisch Town). Sie liegt im Berrien County im Süden des Bundesstaats Georgia. Beim United States Census (Volkszählung) im Jahr 2010 hatte Enigma 1278 Einwohner.

## Geographie
Enigma liegt im Nordwesten des County am U.S. Highway 82 rund 80 Kilometer östlich von Albany und knapp 180 Kilometer westlich der an der amerikanischen Atlantikküste liegenden Hafenstadt Brunswick. Etwa 25 Kilometer südlich von Enigma befindet sich der County Seat (deutsch Verwaltungssitz des Landkreises) in Nashville.

## Geschichte

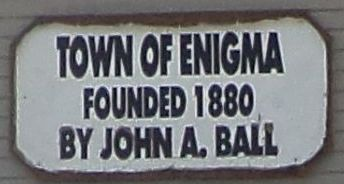
Tafel an der Stadthalle

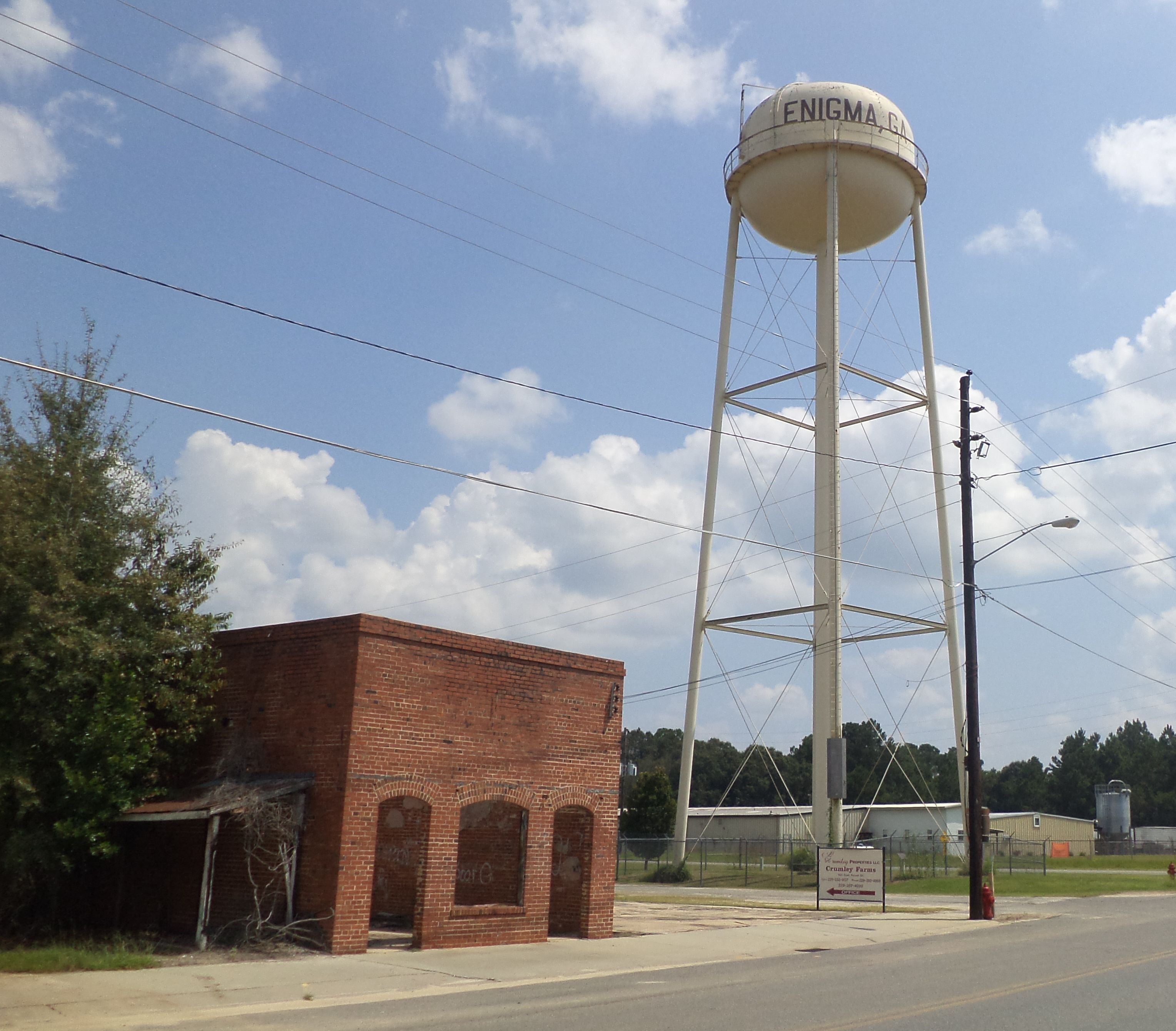
Der Wasserturm trägt die Aufschrift „ENIGMA, GA“

Wie der an der Stadthalle (englisch City Hall) angebrachten Tafel (Bild) entnommen werden kann, wurde die ursprüngliche Siedlung im Jahr 1880 durch John A. Ball gegründet. Es heißt, die Einwohner hätten sich zunächst nicht auf einen Namen einigen können. Darauf hätte jemand kommentiert, die Findung eines passenden Ortsnamens sei für sie „nur ein Rätsel“ (englisch „just an enigma“). So kam und blieb es beim Namen Enigma.
Am 21. August 1906 wurde Enigma zur Town erhoben. In ihrer frühen Geschichte hatte die Stadt einige kleine Industriebetriebe, darunter eine Terpentinöl-Destillerie und ein Sägewerk, sowie Warenläden und ein  Lebensmittelgeschäft.
Heute gibt es selbstverständlich weitere Infrastruktur, wie Post, Bank, Polizeistation, Tankstelle, Wasserturm (Bild) und Schule. Letztere wurde in den 1980er-Jahren mit den anderen Schulen des County zu den Berrien high, middle, elementary, and primary schools zusammengelegt. Das ehemalige Schulgelände in Enigma wird nun als Enigma City Park (Stadtpark) genutzt.
Hauptgewerbe der Stadt Enigma war und ist die Landwirtschaft.